# جائزة المجلس الشمالي للبيئة
جائزة المجلس الشمالي للبيئة (بالإنجليزية:Nordic Council Environment Prize) وتعرف أيضًا بإسم جائزة المجلس الشمالي للطبيعة والبيئة)، تُمنح كل عام لشركة أو منظمة أو فرد من بلدان الشمال الأوروبي لتقديراً لجهودهم في احترام البيئة في أعمالهم أو عملهم أو للمبادرات التي تقام لصالح البيئة. عملية اختيار المرشحين والفائزين تتم من قبل لجنة مكونة من 13 شخصًا ممثلين من كل من الدنمارك والنرويج والسويد وفنلندا وآيسلندا، بالإضافة إلى ممثل واحد من كل من جزر فارو، وجرينلاند، وأولاند. مُنحت الجائزة الأولى في عام 1995، ومنذ عام 2005 تختار اللجنة موضوعًا كل عام للترشيحات والجوائز.

## الفائزون
| السنة | الموضوع                                                                                           | الفائز | البلد/المنطقة             |
| ----- | ------------------------------------------------------------------------------------------------- | --- | ------------------------- |
| 1995  | –                                                                                                 | تورليف إنجلوج | السويد                    |
| 1996  | –                                                                                                 | مؤتمر الإنويت القطبي. | جرينلاند                  |
| 1997  | –                                                                                                 | معهد تطوير المنتجات في جامعة الدنمارك التقنية | الدنمارك                  |
| 1998  | –                                                                                                 | مشروع حماية الأرض بقيادة ألفور أرنالدز | آيسلندا                   |
| 1999  | –                                                                                                 | مكتب أجندة 21، أولاند الطبيعة والبيئة | أولاند                    |
| 2000  | –                                                                                                 | مؤسسة بالونا | النرويج                   |
| 2001  | –                                                                                                 | ماتس سيجنيستام | السويد                    |
| 2002  | –                                                                                                 | آرني نايس | النرويج                   |
| 2003  | –                                                                                                 | رابطة الطبيعة الفنلندية | فنلندا                    |
| 2004  | –                                                                                                 | تحالف تنظيف البلطيق | عدة دول                   |
| 2005  | مساهمات في المشهد الثقافي الاسكندنافي                                                             | آن سيسيلي نورديرهوغ | النرويج                   |
| 2006  | تغير المناخ والتكيف معه                                                                           | بوجي هانسن | جزيرة فارو                |
| 2007  | مدن مستدامة بيئيا                                                                                 | بلدية ألبرتسلوند | الدنمارك                  |
| 2008  | حفظ الطاقة                                                                                        | شركة ماروركا لإدارة الطاقة البحرية | آيسلندا                   |
| 2009  | تعزيز الطبيعة والاستجمام في الهواء الطلق                                                          | مبادرة مدارس الغابات السويدية "في كل الظروف الجوية"                                                                                                | السويد                    |
| 2010  | إدارة الاستثمار الأخضر                                                                            | بنك ميركوري صندوق تعاوني، ثقافة، ادخار | الدنمارك، السويد، النرويج |
| 2011  | السياحة المستدامة                                                                                 | فنادق سكانديك | النرويج                   |
| 2012  | التنوع البيولوجي                                                                                  | اولي مانينين | فنلندا                    |
| 2013  | كفاءة استخدام الموارد                                                                             | سيلينا غول وحركة وقف هدر الطعام | الدانمارك                 |
| 2014  | العمل البيئي من قبل بلدة أو مجتمع من بلدان الشمال الاوروبي                                        | مدينة ريكيافيك | آيسلندا                   |
| 2015  | الحد من انبعاثات غازات الاحتباس الحراري                                                           | شركة الطاقة إس إي في | جزيرة فارو                |
| 2016  | التعزيز الرقمي للحياة المستدامة                                                                   | تو قود تو قو، تطبيق يكافح إهدار الطعام من خلال تمكين المستخدمين من شراء فائض الطعام من المطاعم بأسعار معقولة.                                      | الدانمارك                 |
| 2017  | المبادرات التي تقرب الناس من المجتمع الخالي من النفايات.                                          | ريباك، خدمة تعبئة تُمكّن من إرجاع عبوات التسليم وإعادة استخدامها لتجار التجزئة عبر الإنترنت ومستخدميهم.                                              | فنلندا                    |
| 2018  | لمراقبة التشاركية لحماية الحياة البحرية والمساعدة في تحقيق أهداف التنمية المستدامة للأمم المتحدة. | شبكة بيسونا لتطوير قاعدة بيانات الملاحظات المحلية، ولتسجيل وأرشفة وتبادل المعارف والخبرات الأصلية والمحلية بشأن الموارد الطبيعية واستخدام الموارد. | جرينلاند                  |
| 2019  | المبادرات التي تعزز الاستهلاك والإنتاج المستدامين من خلال القيام بالمزيد والأفضل بموارد أقل.      | غريتا ثونبرج على حشدها الملايين من الناس حول العالم للمطالبة بالعمل المناخي الآن. رفضت الجائزة ، احتجاجًا على عدم وجود عمل مناخي.                   | السويد                    |